# Рокашево
 Рокашево  — село в Альметьевском районе Татарстана. Входит в состав Ямашинского сельского поселения.

## География
Находится в юго-восточной части Татарстана на расстоянии приблизительно 50 км по прямой на северо-запад от районного центра города Альметьевск у автомобильной дороги Казань-Оренбург.

## История
Основано в первой половине XVIII века. Упоминалось также как Романовка. В 1881 году была построена Покровская церковь.

## Население
Постоянных жителей было: в 1782 — 34 души муж. пола; в 1859—261, в 1870—308, в 1897—487, в 1908—499, в 1920—554, в 1926—528, в 1938—385, в 1949—316, в 1958—306, в 1970—197, в 1979 — 60, в 1989 — 25, в 2002 — 45 (русские 72 %), 34 в 2010.